# Area 52
| Críticas profissionais | Críticas profissionais |
| Pontuações agregadas   | Pontuações agregadas   |
| Fonte                  | Avaliação              |
| ---------------------- | ---------------------- |
| Metacritic             | (73/100)               |
| Avaliações da crítica  |                        |
| Fonte                  | Avaliação              |
| Allmusic               | [ 3 ]                  |
| Consequence of Sound   | [ 4 ]                  |
| Sputnikmusic           | [ 5 ]                  |
| Drowned in Sound       | [ 6 ]                  |

Area 52 é o quarto álbum de estúdio (o sétimo da carreira) da dupla de violonistas mexicanos Rodrigo y Gabriela.

## O Álbum
Neste álbum, lançado em 23 de Janeiro de 2012, o duo mexicano Rodrigo y Gabriela dá uma revisitada em algumas de suas músicas, só que dessa vez junto com a Cuban Orchestra, conhecida pela sigla C.U.B.A. Além dos cubanos, o álbum conta com as participações especiais de John Tempesta (ex Exodus e Testament), e Anoushka Shankar, filha de Ravi Shankar e Sukanya Shankar.
Os destaques do álbum são a nova versão da já sensacional Tamacun (que foi até usada no primeiro episódio de Breaking Bad), Ixtapa, com a cítara nervosa de Anoushka Shankar e a versão "cubanizada" de Juan Loco.

### Faixas
Todas as faixas são de autoria de Rodrigo y Gabriela.
| N.º            | Título          | Participação Especial                            | Duração |  |
| 1.             | "Santo Domingo" | Samuel Folmell Alfonso                           | 6:31    |  |
| 2.             | "Hanuman"       | John Tempesta                                    | 5:33    |  |
| 3.             | "Ixtapa"        | Anoushka Shankar                                 | 8:11    |  |
| 4.             | "11:11"         | Carles Benevant & Carlota Teresa Polledo Noriega | 7:30    |  |
| 5.             | "Master Maqui"  | Le Trio Joubran                                  | 5:13    |  |
| 6.             | "Diablo Rojo"   |                                                  | 5:09    |  |
| 7.             | "Logos"         |                                                  | 4:46    |  |
| 8.             | "Juan Loco"     | Carlos Benavent                                  | 4:09    |  |
| 9.             | "Tamacun"       | John Tempesta                                    | 6:55    |  |
| Duração total: | Duração total:  | Duração total:                                   | 53:57   |  |

## Músicos
Rodrigo y Gabriela
- Rodrigo Sánchez - violão
- Gabriela Quintero - violão

C.U.B.A.
- Lazaro A. Oviedo Dilou - trompete
- Edouardo J. Sandoval Ferrer - trombone
- Cesar Alejandro Lopez Martinez - saxofone
- Ariel Sarduy Mena - violino
- Anolan Gonzalez Morejon - viola
- Feliciano Arango Noa - Baixo
- Irving Roberto Frontelo Rico - violino
- Alex Wilson - piano, diretor musical
- Otto Santana Selis - cajón, baterias, percussão
- Jorge Leliebre Sorzano- flauta
- Juan Kemell Barrera Toledo - trompete
- Rene Suarez Zapata - percussão

Músicos Convidados
- Samuel Folmell Alfonso - baterias
- John Tempesta - baterias
- Anoushka Shankar - Sitar
- Carles Benevant - Baixo
- Carlota Teresa Polledo Noriega - vocais
- Le Trio Joubran - Oud

## Desempenho nas Paradas Musicais

### Álbum
| Chart                  | Melhor posição |
| ---------------------- | -------------- |
| French Albums Chart    | 59             |
| MegaCharts             | 72             |
| Swiss Albums Chart     | 74             |
| UK Albums Chart        | 50             |
| Ireland Albums Top 100 | 26             |
| Belgium Albums Top 50  | 29             |

#### Na Billboard Americana
| Ano  | Ranking                    | Posição | Ref.            |
| ---- | -------------------------- | ------- | --------------- |
| 2012 | Top World Albums           | #2      | Fonte:Billboard |
| 2012 | Top Independent Albums     | #10     | Fonte:Billboard |
| 2012 | The Billboard 200          | #63     | Fonte:Billboard |
| 2013 | Billboard Top World Albums | #2      | Fonte:Billboard |